# Salar de Ascotán
Salar de Ascotán, Salar de Cebollar – solnisko w północnej części Chile, w regionie Antofagasta. Ma powierzchnię 246 km², natomiast jego dorzecze zajmuje obszar 1455 km², z czego 15% leży w Boliwii, a reszta w Chile.
Na zachód od Salar de Ascotán znajduje się wulkan Palpana, natomiast na południe przepływa San Pedro de Inacaliri, dopływ rzeki Loa. Na północ leży inne solnisko, Salar de Carcote, a na wschód położone są jeziora endoreiczne Laguna Cañapa i Laguna Hedionda, od których solnisko oddzielone jest grzbietami Cerro Cañapa i Cerro Araral.
Przez zachodnią część solniska poprowadzona jest linia kolejowa Ferrocarril de Antofagasta a Bolivia wiodącą z Antofagasty do La Paz. W pobliżu znajdują się kopalnie boronu i litu.
Salar de Ascotán był dawniej częścią istniejącego w przeszłości jeziora Minchin o powierzchni 270 km², którego pozostałościami są również pobliskie solniska i jeziora słone.

## Galeria

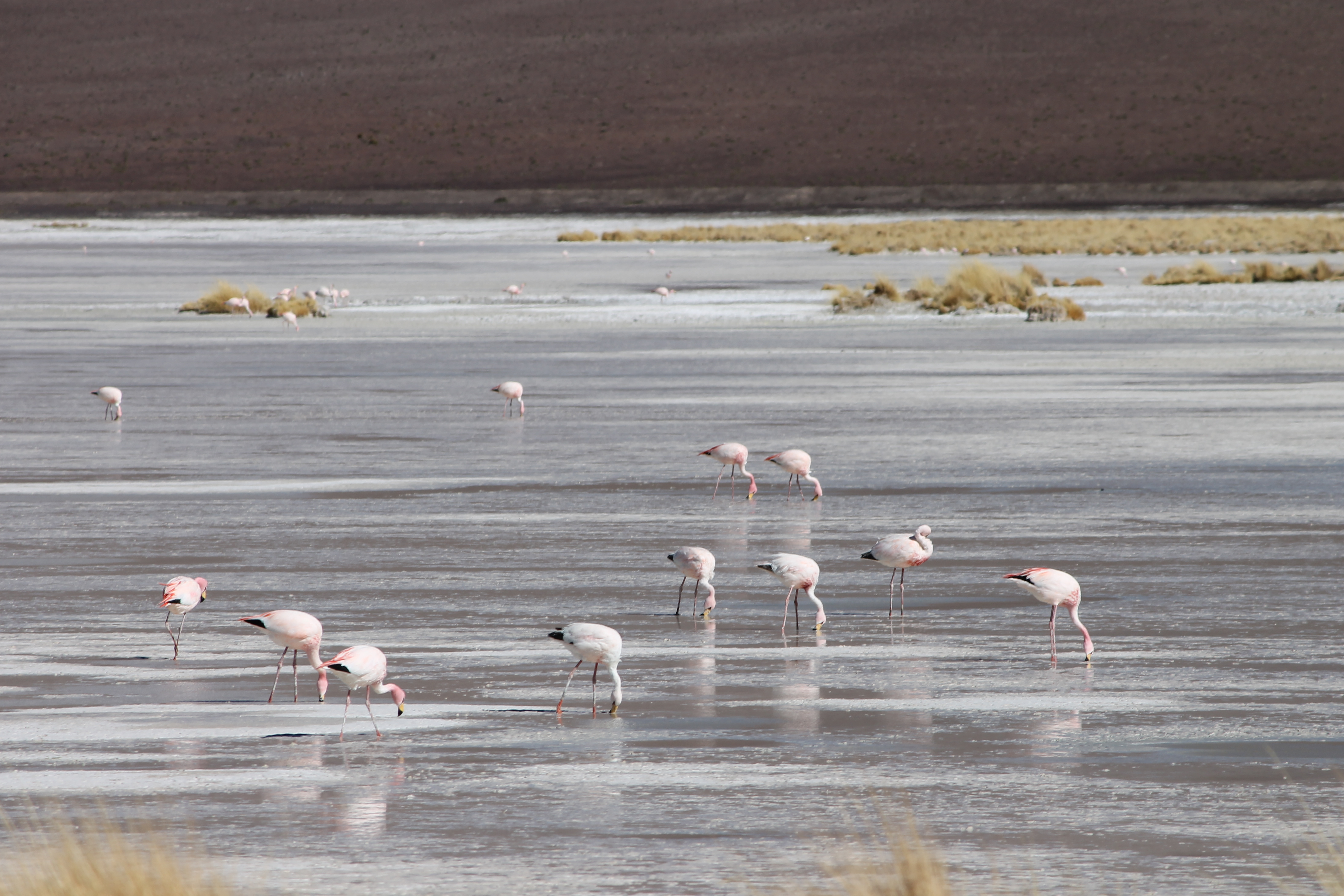
Flamingi na wypełnionym wodą solnisku
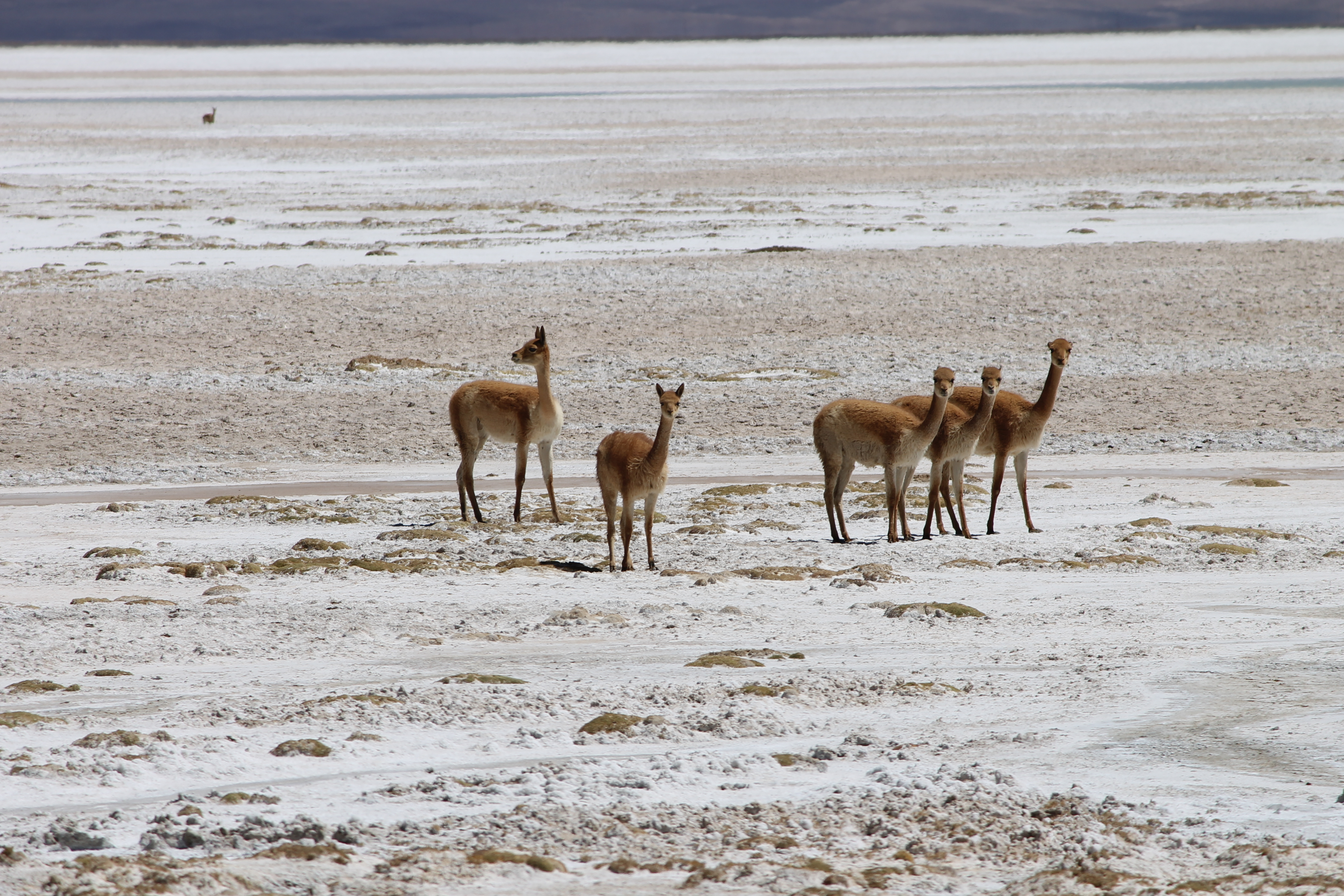
Wikunie na dnie solniska
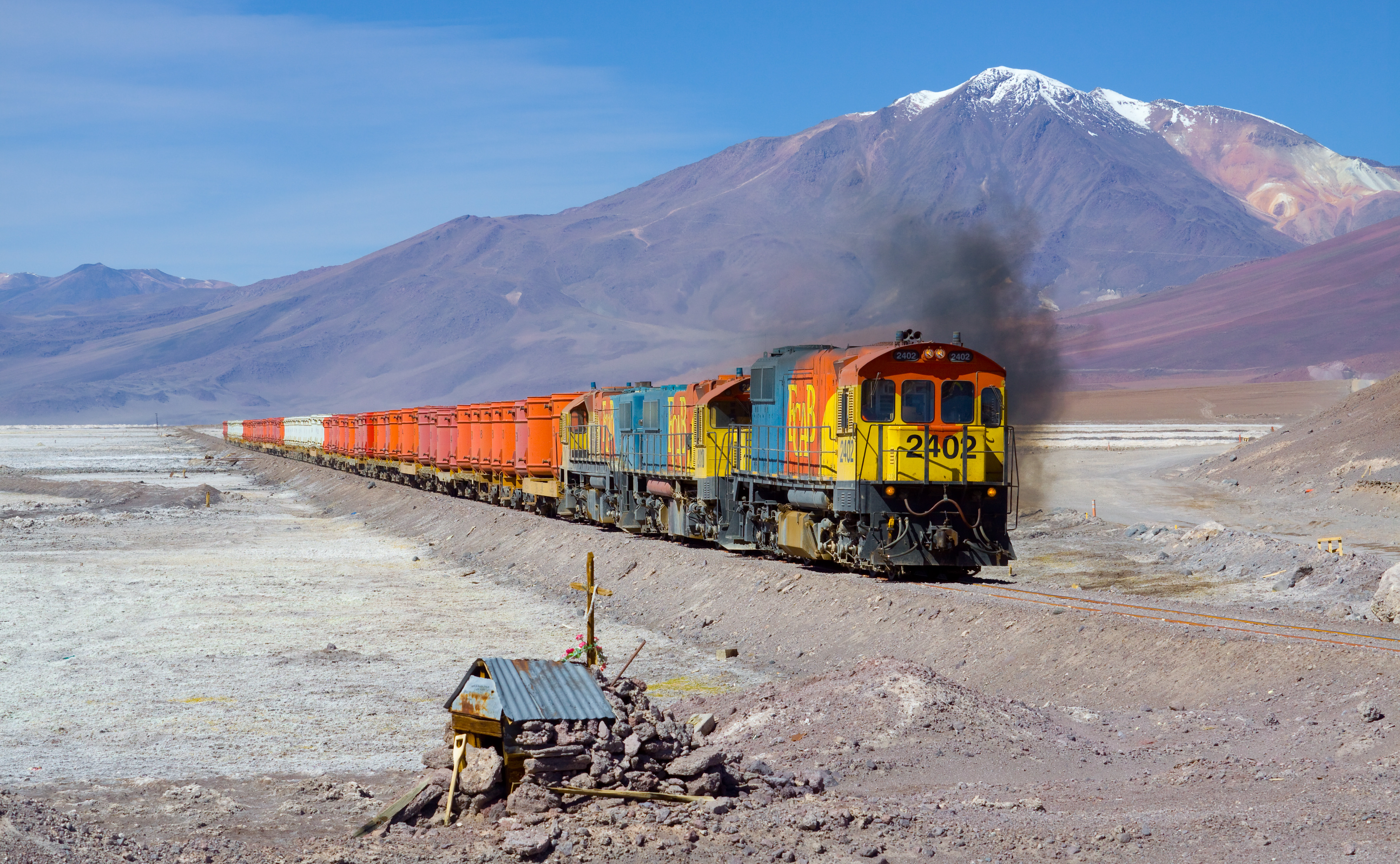
Pociąg kolei FCAB
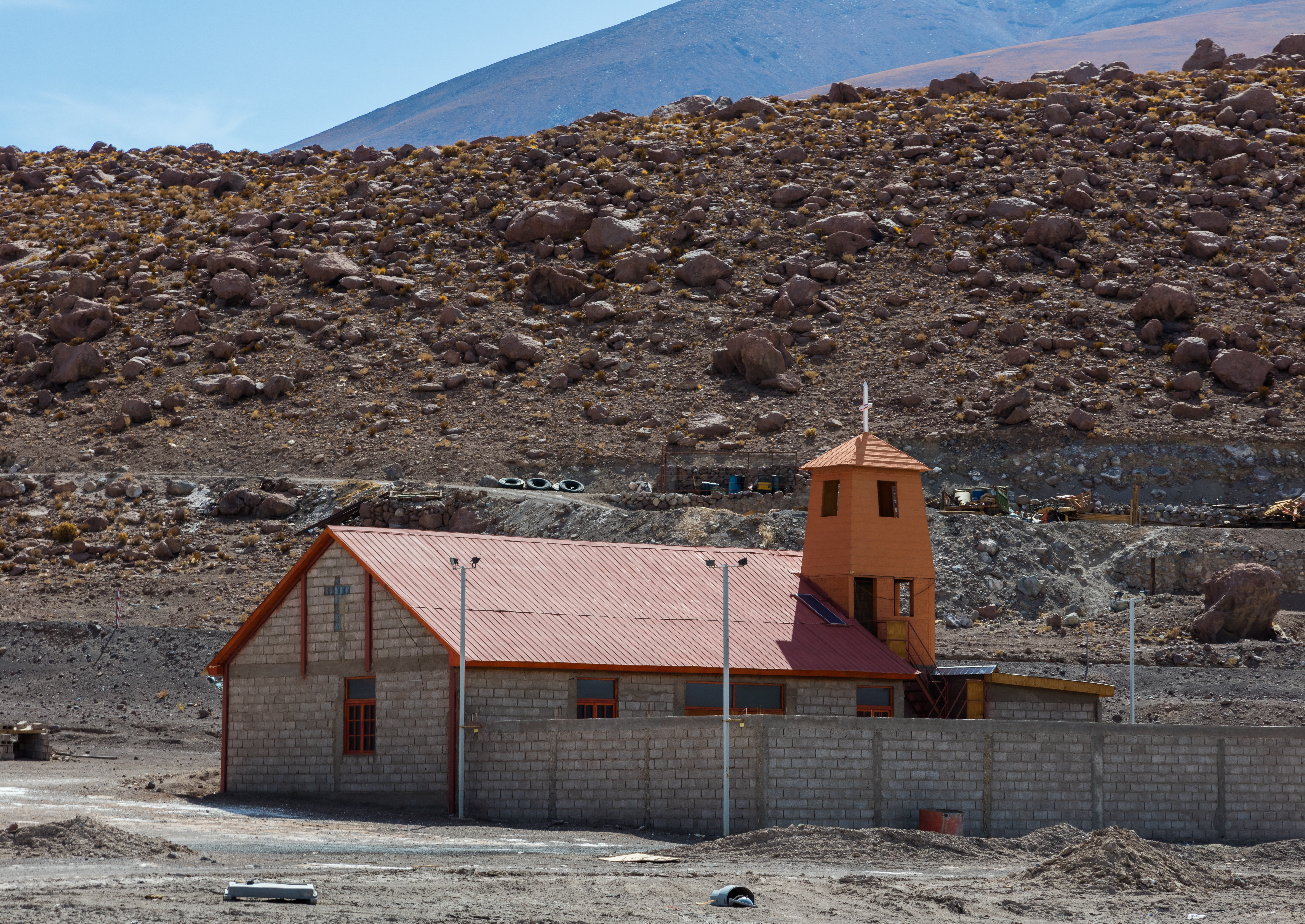
Kościół w Salar de Ascotán